# Neche, North Dakota
Neche, North Dakota (енгл. Neche) град је у америчкој савезној држави Северна Дакота.

## Демографија
По попису из 2010. године број становника је 371, што је 66 (-15,1%) становника мање него 2000. године.
| Група             | 2000.       | 2010.       |
| Белци             | 411 (94,1%) | 362 (97,6%) |
| Афроамериканци    | 0 (0,0%)    | 0 (0,0%)    |
| Азијати           | 1 (0,2%)    | 0 (0,0%)    |
| Хиспаноамериканци | 23 (5,3%)   | 7 (1,9%)    |
| Укупно            | 437         | 371         |